# ريتشارد فيدر
ريتشارد فيدر (بالإنجليزية: Richard Vedder) هو عالم اقتصاد ومؤرخ ومؤلف وصحفي، وحاليًا أستاذ متفرغ مميز في علم الاقتصاد في جامعة أوهايو.

## السيرة الذاتية
ولد فيدر في عام 1940, وحصل على بكالوريوس في الاقتصاد من جامعة نورث ويسترن 1962 وحصل على دكتوراه في الاقتصاد من جامعة إلينوي في عام 1965. ومنذ ذلك الحين وهو يدرس تاريخ اقتصاد الولايات المتحدة الأمريكية، وخاصة علاقته بالسياسة العامة. وتضمن عددًا محددًا من أبحاثه الهجرة الأمريكية، وقضايا اقتصادية تتعلق بـالتعليم الأمريكي، والعلاقة المتبادلة بين العمل وأسواق رأس المال.
ويعد فيدر باحثًا كبيرًا في معهد أمريكان إنتربرايز إنستيتيوت (AEI) وهو مركز أبحاث معروف لغالبية الليبرتاريين ومناصري التيار المحافظ. وعمل خبيرًا اقتصاديًا في اللجنة الاقتصادية المشتركة في الكونجرس. وأثناء توليه منصبه في معهد أمريكان إنتربرايز إنستيتيوت، أدلى بشهادته أمام اللجنة في 30 أكتوبر من عام 2008. كما شغل منصب مدير مركز تحمل النفقات الجامعية والإنتاجية في، واشنطون، D.C.
نشر فيدر كتاباته العلمية في مجلات مثل إطلالات على التاريخ الاقتصادي ومجلة جورنال أوف إكونوميك هيستوري ومجلة التاريخ الزراعي. وكتب ما يربو على مئتي مقال علمي. ونشر فيدر أشهر كتاباته في مجلة وول ستريت جورنال وصحيفة يو إس أيه توداي وصحيفة إنفيستورز بيزنيس دالي وكريستيان سينس مونيتور.
وصدرت له كتب منها الاقتصاد الأمريكي من المنظور التاريخي وكتاب البطالة والحكومة الأمريكية في القرن العشرين (مع لوويل جالاواى) وكتاب هل يمكن أن يمتلك المدرسون مدارسهم؟ وكتاب الإفلاس للحصول على الشهادة الجامعية: لم التعليم الجامعي باهظ التكاليف!, وكتاب ثورة وول مارت: كيف يستفيد المستهلكون والعمال والاقتصاد من المحلات الكبرى (مع وندل كوكس).
وتزوج فيدر من كارين وأهدى لها كتابًا بعنوان ثورة وول مارت.

## وسائل الإعلام
في 27 مايو 2011, ظهر فيدر في برنامج تلفزيوني يناقش الأخبار/الشؤون العامة، وهو ساعة الأخبار في بي بي إس الذي يذاع منذ مدة طويلة. وفيه أخبر المُضيف جيفري براون أنه نظرًا لارتفاع «مصاريف الجامعة بالنسبة لأرباحها» بينما «مخرجات التعليم في هذا البلد تعاني من الركود والتراجع», فإنه يجب على المجتمع الأمريكي «إتاحة الفرص أمام الناس وفتح خيارات مختلفة أمامهم بعد إنهائهم المرحلة الثانوية.» وصرح فيدر كذلك بقوله «هناك الكثيرون ممن تخرجوا من ثلاث جامعات يشغلون وظائف كان يشغلها قبلهم أُناس بمستوى تعليمي أقل من الوظائف التي لا تحتاج إلى مستوى عالٍ من المهارات التعليمية ومهارات التفكير النقدي أو الكتابة أو أي شيء من هذا القبيل.»
وفي 19 أغسطس 2009, كان فيدر ضيفًا في سلسلة ندوات بعنوان ريزون تي في يتم بثها عبر الإنترنت. وناقش نفس الموضوع.

## آراء
في أعقاب الأزمة المالية الأخيرة في أول القرن الحادي والعشرين، تحدث فيدر بقوله:
كما ألف في يونيه 2004 كتابه الإفلاس للحصول على الشهادة الجامعية: لم التعليم الجامعي باهظ التكاليف! وكيف أن الجامعات الأمريكية أصبحت أقل كفاءة في السنوات الأخيرة كما تولي اهتمامًا بالتمويل أكثر من مهمتها الأساسية وهي التعليم. وقد انتقد أيضًا ارتفاع تكلفة التعليم، واقترح حلاً واسع النطاق بتحويل الجامعات الحكومية في اتجاه السوق الحر والخصخصة. كما أوصى تحديدًا بتوسع هذه الجامعات في التعليم عن بُعد، ووقف البرامج غير التعليمية وتعديل المدة ورفع الأعباء التي تقع على عاتق العملية التعليمية والحد من عدد العاملين بالإدارة.
وتعاون مع ويندل كوكس في تأليف كتاب في ديسمبر 2006 بعنوان ثورة وول مارت والذي ينتقد فيه محلات وول مارت والتي لا توجد على أرض الواقع. وقال إن العاملين بشركة وول مارت يأخذون حقهم بقدر مهاراتهم وخبراتهم وصرح بأنهم يحصلون على أرباح إضافية مثل التأمين الصحي المماثل للشركات المنافسة. وتحدث في كتاباته عن أن محلات وول مارت الجديدة بها إجمالي موظفين أكثر وبالتالي دخول عالية.
كتب فيدر وزميله عالم الاقتصاد ستيفن مور في مجلة وول ستريت جورنال في افتتاحية عدد مارس 2011 أن كل دولار إضافي في الضرائب يؤدي إلى ما يزيد عن دولار في النفقات الجديدة وفق أبحاثهما. لذا، فقد اكتشفا أن هذا الدليل في صالح نظرية «زيادة الضرائب التصاعدية» والتي تفترض أن زيادة الضرائب بزعم تحقيق توازن الموازنة يكون فقط لتنفق الحكومة هذه التدفقات.

## وصلات خارجية
- Introduction of Going Broke by Degree: Why College Costs Too Much
- Full text of The Wal-Mart Revolution